# Petrorhagia phthiotica
Petrorhagia phthiotica är en nejlikväxtart som först beskrevs av Pierre Edmond Boissier och Heldr., och fick sitt nu gällande namn av Peter William Ball och Heywood. Petrorhagia phthiotica ingår i släktet klippnejlikor, och familjen nejlikväxter. Inga underarter finns listade i Catalogue of Life.